# Nguyễn Lê Khánh Hằng
Nguyễn Lê Khánh Hằng (sinh ngày 13 tháng 4 năm 1977) là một phó giáo sư, tiến sĩ người Việt Nam. Bà là Phó trưởng Khoa Virus của Viện Vệ sinh dịch tễ Trung ương đồng thời là thành viên của Hội đồng Viện Vệ sinh dịch tễ Trung ương từ năm 2019.

## Cuộc đời và sự nghiệp
—Nguyễn Lê Khánh Hằng– trả lời phỏng vấn Ngân hàng Thế giới về con đường trở thành nhà virus học
Sau khi tốt nghiệp chuyên ngành Vi sinh vật thuộc khoa Sinh học của Trường Đại học Khoa học Tự nhiên, Đại học Quốc gia Hà Nội, Nguyễn Lê Khánh Hằng đến làm việc tại Phòng thí nghiệm Virus Hô hấp của Viện Vệ sinh dịch tễ Trung ương. Bước ngoặt cuộc đời bà đến vào cuối năm 2003, khi bà cùng đồng nghiệp phát hiện ra một trường hợp nhiễm virus cúm A/H5N1. Kể từ thời điểm đó, bà bắt đầu tập trung vào việc nghiên cứu về các loại virus cúm A lây từ gia cầm sang người.
Năm 2005, Hằng và đồng nghiệp cùng nhóm nghiên cứu của trường Đại học Tokyo, Nhật Bản phát hiện ra trường hợp bệnh nhân cúm A/H5N1 kháng thuốc Oseltamivir. Phát hiện này được đăng trên tạp chí Nature vào tháng 10 cùng năm. Năm 2017, bà công bố công trình Epidemiology of Influenza in Hanoi, Vietnam, from 2001 to 2003 đăng trên tập san Journal of Infection.
Năm 2017, Nguyễn Lê Khánh Hằng xuất bản đề tài khoa học Virus cúm gia cầm độc lực cao A/H5N1, mối tương tác giữa người và động vật trong giai đoạn 2003–2010 dựa trên 7 năm nghiên cứu về sự tiến hóa, phả hệ và phân tử của virus cúm A/H5N1 và những đột biến của loại virus này ở người. Nghiên cứu được công bố trên tập san khoa học The Journal of Infectious Diseases của Hoa Kỳ.
Năm 2018, bà được Hội đồng Chức danh giáo sư nhà nước trao tặng danh hiệu phó giáo sư. Giữa năm 2020, khi đại dịch COVID-19 bùng phát tại Việt Nam, bà được chỉ định làm Phó đội trưởng Đội xét nghiệm COVID-19 và điều động vào Đà Nẵng thực hiện nhiệm vụ lấy mẫu xét nghiệm.

## Thành tựu
Năm 2019, Nguyễn Lê Khánh Hằng được trao Giải thưởng Tạ Quang Bửu về những đóng góp của bà trong lĩnh vực y sinh. Bà là nhà khoa học nữ đầu tiên đoạt giải thưởng này. Bà cũng là một trong chín nhà khoa học nữ thuộc Phòng Thí nghiệm Cúm, Khoa Virus, Viện Vệ sinh dịch tễ Trung ương được trao bằng khen của Bộ Y tế và Giải thưởng Kovalevskaya vì thành tích phân lập thành công virus SARS-CoV 2.

## Một số công trình đã xuất bản

### Việt Nam
- Nguyễn Lê Khánh Hằng, Lê Thị Thanh, Trần Thị Mai Hưng, Lương Minh Tân, Phạm Thị Thu Hằng, Lê Thị Quỳnh Mai (2015). "Tỷ lệ lưu hành kháng thể kháng vi rút cúm A/H5N1, A/H7N9 của người buôn bán, nuôi và giết mổ gia cầm, thủy cầm ở miền Bắc Việt Nam, 2014". Tạp chí Y học dự phòng. Quyển 8 số 168 (ấn bản thứ 25). tr. 39. Bản gốc lưu trữ ngày 26 tháng 7 năm 2020. Truy cập ngày 20 tháng 2 năm 2021.{{Chú thích tạp chí}}:  Quản lý CS1: nhiều tên: danh sách tác giả (liên kết)
- Nguyễn Lê Khánh Hằng, Lê Thị Quỳnh Mai (2015). "Đặc điểm vi rút cúm A/H5N1 và A/H5N6 trên gia cầm tại Việt Nam, 2012-2015". Tạp chí Y học dự phòng. Quyển 10 số 183 (ấn bản thứ 26). tr. 126. Bản gốc lưu trữ ngày 30 tháng 12 năm 2019. Truy cập ngày 20 tháng 2 năm 2021.
- Nguyễn Lê Khánh Hằng (2016). "Đánh giá xét nghiệm nhanh ALSONIC®Flu chẩn đoán nhiễm vi rút cúm". Tạp chí Y học dự phòng. Quyển 15 số 188 (ấn bản thứ 26). tr. 82. Bản gốc lưu trữ ngày 29 tháng 4 năm 2020. Truy cập ngày 20 tháng 2 năm 2021.

### Quốc tế
- Hang, Lk Nguyen; Phuong, Thi Kim Nguyen; Thach, Nguyen Co; Phuong, Hoang (tháng 5 năm 2015). "Virological characterization of influenza H1N1pdm09 in Vietnam, 2010-2013". Influenza Other Respir Viruses. Quyển 9 số 4. tr. 216–224. doi:10.1111/irv.12323. PMC 4474498. PMID 25966032.
- Hang, Lk Nguyen; Loan, Phuong Do; Van Thanh, Thi Trieu; Son, Vu Nguyen (tháng 1 năm 2017). "Viral co-infections among children with confirmed measles at hospitals in Hanoi, Vietnam, 2014". Asian Pacific Journal of Tropical Medicine. Quyển 10 số 2. tr. 171–174. doi:10.1016/j.apjtm.2017.01.015. PMID 28237484.
- Hang, Lk Nguyen; Son, Vu Nguyen; Anh, Phuong Nguyen; Phuong, Hoang (tháng 3 năm 2017). "Severe Acute Respiratory Infection (SARI) surveillance for hospitalized patients in Northern Vietnam, 2011-2014". Japanese Journal of Infectious Diseases. Quyển 70 số 5. tr. 522–527. doi:10.7883/yoken.JJID.2016.463. PMID 28367882.
- Hang, L. K. Nguyen; Hang, T. T. Pham; Tinh, V Nguyen; Phuong, Hoang (tháng 3 năm 2017). "The genotypes of Orientia tsutsugamushi, identified in scrub typhus patients in northern Vietnam". Tropical Medicine & Hygiene. Quyển 111 số 3. tr. 137–139. doi:10.1093/trstmh/trx022. PMID 28531311.